# Евангелический собор (Бекешчаба)
Евангелический собор (венг. Evangélikus nagytemplom) — лютеранская церковь в центре венгерского города Бекешчаба, построенная в начале XIX века; комплекс зданий состоит из «большой» и «малой» церквей: первая из них является самой большой лютеранской церковью в Европе и второй по величине протестантской церковью Венгрии, уступая только с Реформатскому собору города Дебрецен.

## История и описание
К концу XVIII века сообщество евангелистов города Бекешчаба выросло настолько, что их старая небольшая церковь более не могла вместить всех желающих. После серии острых дискуссий о будущем храме, приход решил как сохранить старую церковь, так и построить напротив неё новых храм; шесть земельных участков были приобретены приходом для строительства. В составлении проекта здания участвовали сразу несколько архитекторов, каждый из которых внёс вклад в итоговую конструкцию.
Несмотря на то, что под храм была выбрана одна из самых высоких точек города, почва на приобретённых участках оказалась болотистой: строительство фундамента потребовало вбивания свай. Первый камень в основание храма был заложен в 1807 году — в надежде, что он будет построен уже через несколько лет; но к 1811 году высокая инфляция обесценила собранные финансовые средства и работу пришлось прекратить. В 1813 году строительный эксперт провёл города Бекешчаба исследование незаконченного здания, подтвердив, что его стены находятся в удовлетворительном состоянии и вполне устойчивы — городские власти разрешили продолжить строительство. Башня-колокольня была достроена к 1819 году, а в три года спустя был завершён и интерьер собора. Алтарь был построен в городе Пешт (часть современного Будапешта) и был доставлен в город Бекешчаба на пяти телегах: только его сборка заняла целый месяц.
В итоге церковь была освящена 29 июня 1824 года; в последний раз здание было отремонтировано в 1978 году. Первый орган храма был изготовлен также в Пеште в 1822 году: когда инструмент разобрали для ремонта, в 1901—1902 годах, выяснилось, что производитель обманул покупателя, заменив необходимое олово на дерево и сплавы. В результате почти весь инструмент пришлось перестраивать; после этого он был отремонтирован в 2000 году.